# クラウディオ・ビルラ
クラウディオ・ビルラ （Claudio Villa  ,1926年1月1日 - 1987年2月7日 ）は、イタリアの歌手。イタリアのポピュラー・ミュージック界で最も偉大なアーティストの一人である。生涯に3000曲以上の音源を録音し、45のミリオン・セラーを記録している。また1955年以来サンレモ音楽祭に4度優勝し、ナポリ音楽祭（1963年）やカンツォニッシマ（イタリア国営放送の音楽祭）（1964年、1966年）にも優勝している。本名はClaudio Pica。

## 略歴
ローマの貧しい家庭に生まれる。歌謡コンテストで優勝し、1947年にレコード・デビュー。多くのヒット曲により人気歌手となった。1955年のサンレモ音楽祭では「Buongiorno tristezza 悲しみよ今日は」を歌って優勝、その後も1957年、1962年、1967年に優勝を飾っている。日本でも度々公演を行なった。1987年にパドヴァにおいて心臓発作により急死。

## サンレモ音楽祭参加曲
- 1955年 Buongiorno tristezza（悲しみよ今日は）優勝曲
- 1955年 Il torrente
- 1955年 Incantatella
- 1957年 Corde della mia chitarra（ギターの絃）優勝曲
- 1957年 Usignolo
- 1957年 Cancello tra le rose
- 1957年 Il pericolo numero uno
- 1958年 Giuro d'amarti così
- 1958年 Campana di Santa Lucia
- 1958年 Fragole e cappellini
- 1958年 Cos'è un bacio
- 1958年 La canzone che piace a te
- 1959年 Una marcia in Fa
- 1959年 Un bacio sulla bocca
- 1959年 Partir con te
- 1961年 Mare di dicembre（12月の海）
- 1962年 Addio addio（アディオ・アディオ）優勝曲
- 1962年 Quando il vento di aprile
- 1963年 Amor mon amour my love（アモール・モナムール・マイ・ラヴ）
- 1963年 Occhi neri e cielo blu（黒い瞳に青い空）
- 1964年 Passo su passo
- 1966年 Una casa in cima al mondo（青空に住もう）
- 1967年 Non pensare a me （愛のわかれ）優勝曲
- 1970年 Serenata
- 1982年 Facciamo la pace